# Tim Kennedy (politico)
Timothy Martin Kennedy, detto Tim (Buffalo, 20 ottobre 1976), è un politico statunitense, membro della Camera dei Rappresentanti per lo stato di New York dal 2024.

## Biografia
Nato in una famiglia con cinque figli, Kennedy si laureò in terapia occupazionale presso la D'Youville University. Dal 1999 al 2010 lavorò come terapista occupazionale per Catholic Health.
Esponente del Partito Democratico, nel 2004 fu nominato per un seggio nella legislatura della contea di Erie. Ottenne altri due mandati completi dagli elettori negli anni successivi.
Nel 2010, Kennedy si candidò al Senato dello Stato di New York contro il compagno di partito in carica da ventotto anni William Stachowski. Questi era uno degli otto democratici dello stato che avevano votato contro un disegno di legge che consentiva il matrimonio tra persone dello stesso sesso, pertanto Kennedy si accaparrò il sostegno delle organizzazioni per i diritti dei gay nelle primarie. Alla fine, Kennedy prevalse su Stachowski con un margine di trentasette punti percentuali. Nelle elezioni generali, Kennedy sconfisse il repubblicano Jack Quinn III, figlio di Jack Quinn, con un margine di scarto di due punti. Fu riconfermato dagli elettori altre sei volte e fu presidente della Commissione per i trasporti e le infrastrutture.
Durante il suo servizio, Kennedy votò a favore del Marriage Equality Act, che legalizzò i matrimoni omosessuali. Presentò inoltre con successo una proposta per innalzare il salario minimo a nove dollari orari. Nel 2013 sostenne il punto del Women's Equality Act che ampliava il diritto all'aborto, venendo criticato dal vescovo della diocesi di Buffalo e dai conservatori, ma ottenendo il plauso delle associazioni abortiste. Nel 2019, votò a favore del Reproductive Health Act, che fu definito da The Buffalo News come "la serie di protezioni più radicali per le leggi sull'aborto dello stato in 49 anni".
Nel maggio del 2013 presentò la cosiddetta Jackie's Law, così chiamata in onore di Jackie Wisniewski, una donna uccisa dall'ex fidanzato che l'aveva perseguitata tramite il GPS dell'auto. Il disegno di legge puntò ad inasprire le pene per gli autori di stalking e venne sottoscritto in legge dal governatore di New York Andrew Cuomo nel 2014.
Kennedy fu inoltre un sostenitore della legalizzazione delle MMA, che all'epoca erano vietate solo dallo stato di New York. Si espresse con rammarico rispetto alla bocciatura di una legge per approvarle nel 2015, per poi plaudere al passaggio della legge nel 2016.
In seguito al ritiro di Brian Higgins, Tim Kennedy si candidò alla Camera dei Rappresentanti in un'elezione speciale indetta per riassegnare il seggio. Sconfisse il rivale repubblicano con il 68,6% delle preferenze, approdando così al Congresso.